# 사랑아 울리지 마라
"사랑아 울리지 마라"는 한국에서 제작된 오승호 감독의 1965년 영화이다. 김석훈 등이 주연으로 출연하였고 홍의선 등이 제작에 참여하였다.

## 출연

### 주연
- 김석훈
- 이경희
- 박암

## 기타
- 조명: 김용모
- 미술: 박석인